# James Michael Tyler
James Michael Tyler (født 28. maj 1962, død 24. oktober 2021 i Los Angeles) var en amerikansk skuespiller, bedst kendt for sin rolle som Gunther i NBC's sitcom Venner.
James Michael Tyler blev født som den yngste af seks børn den 28. maj 1962 i Winona, Mississippi, USA. Hans forældre var en pensioneret kaptajn fra US Air Force og en hjemmegående husmor. Da han var 11 år gammel døde hans forældre, og Tyler flyttede til byen Anderson i South Carolina for at bo hos sin søster. Han studerede ved Clemson University og dimitterede med en grad i geologi. I denne periode var han medlem af en elevteatergruppe, Clemson Players, hvorfra hans hans interesse for at blive skuespiller efter sigende stammer. Han fik sin kandidatgrad svarende til kunstakademiet på University of Georgia i 1987.
I 1988 flyttede han til Los Angeles og blev produktionsassistent på filmen Fat Man and Little Boy. Han støttede Lili Claire Foundation og AIDS-Project LA i Los Angeles. Tyler var gift med Barbara Ruth Chadsey, en personlig træner, i perioden 1995-2014, hvor de blev skilt. Han blev senere gift med Jennifer Carno. Tyler spillede keyboard i sit atelier hjemme og skrev musik. Han spillede også tennis og golf og dyrkede jogging. 
Hans klart største rolle var som barejeren Gunther i den succesrige sitcom Venner (1994-2004), hvor han medvirkede i 150 af de 234 afsnit. I 2013 havde han en af hovedrollerne i sitcom'en Modern Music, der kun blev lavet én sæson af.
Tyler døde af kræft i sit hjem i Los Angeles 24. oktober 2021. Han blev 59 år gammel.